# Quesnoy Farm Military Cemetery
Le Quesnoy Farm Military Cemetery ,  Cimetière militaire de la ferme de Quesnoy est un cimetière militaire de la Première Guerre mondiale, situé sur le territoire de la commune de Bucquoy, dans le département du Pas-de-Calais, au sud d'Arras.
Trois autres cimetières britanniques sont implantés sur le territoire de la commune: Bucquoy Communal Cemetery Extension, Queens Cemetery (Bucquoy) et Shrine Cemetery, Bucquoy.

## Localisation
Ce cimetière est situé à 3 km au nord-ouest du village, au beau milieu des cultures, à proximité de la ferme du Quesnoy. On y accède, depuis Bucquoy, par un chemin agricole puis par un sentier gazonné d'une cinquantaine de mètres.

## Histoire

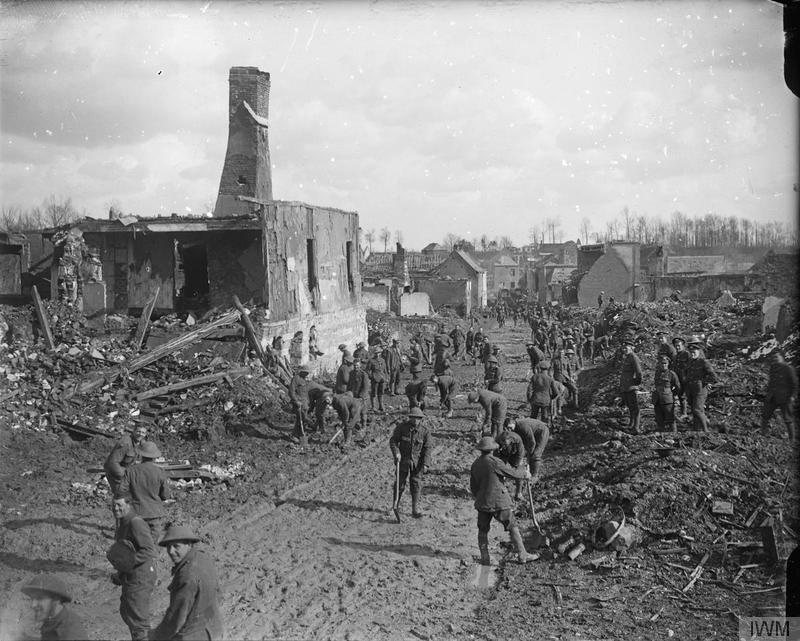
Les prisonniers britanniques réparant une rue de Bucquoy sous la surveillance d'officiers allemands en mars 1917.

Aux mains des Allemands depuis le début de la guerre, le village de Bucquoy est pris par la les troupes britanniques le 17 mars 1917. Le site  est le théâtre de très violents combats en mars et avril 1918. C'est à cette date que ce cimetière a été créé pour inhumer les soldats victimes de ces combats 

Le cimetière militaire de Quesnoy Farm contient maintenant 60 sépultures du Commonwealth de la Première Guerre mondiale.

## Caractéristiques
Ce cimetière a un plan rectangulaire de 60 m sur 30. Il est clos par un muret de briques.

Le cimetière a été conçu par l'architecte britannique William Harrison Cowlishaw.

## Galerie

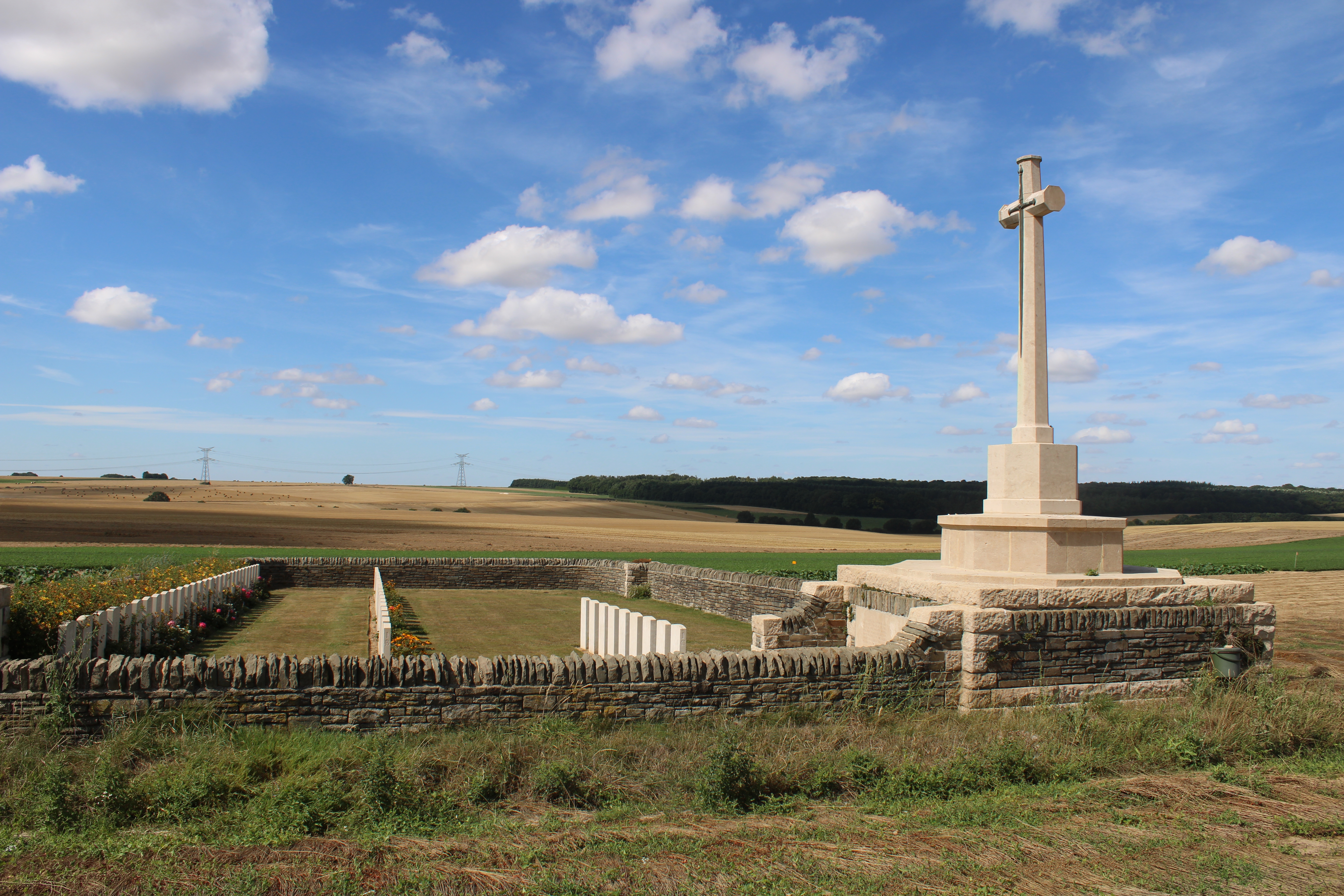
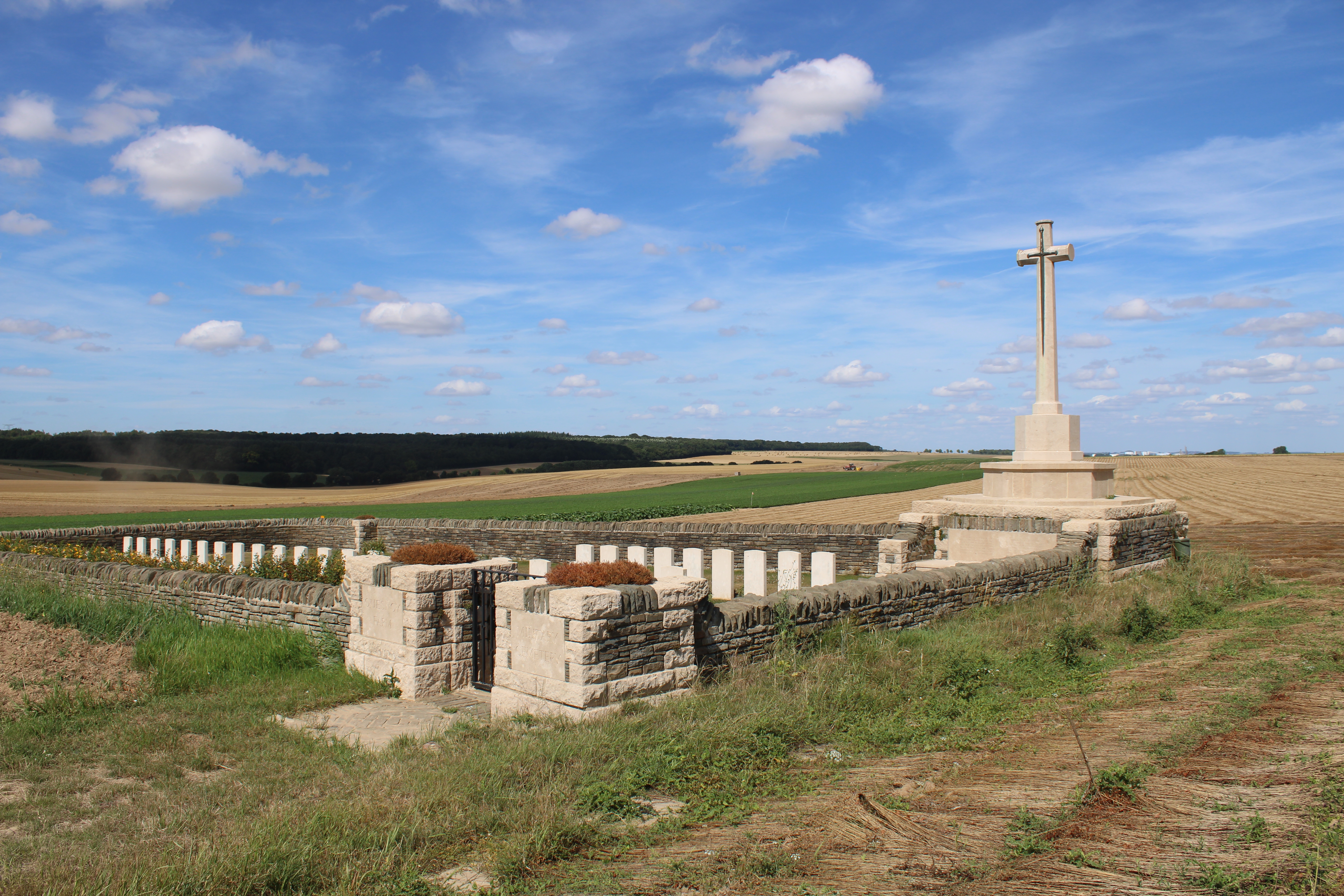
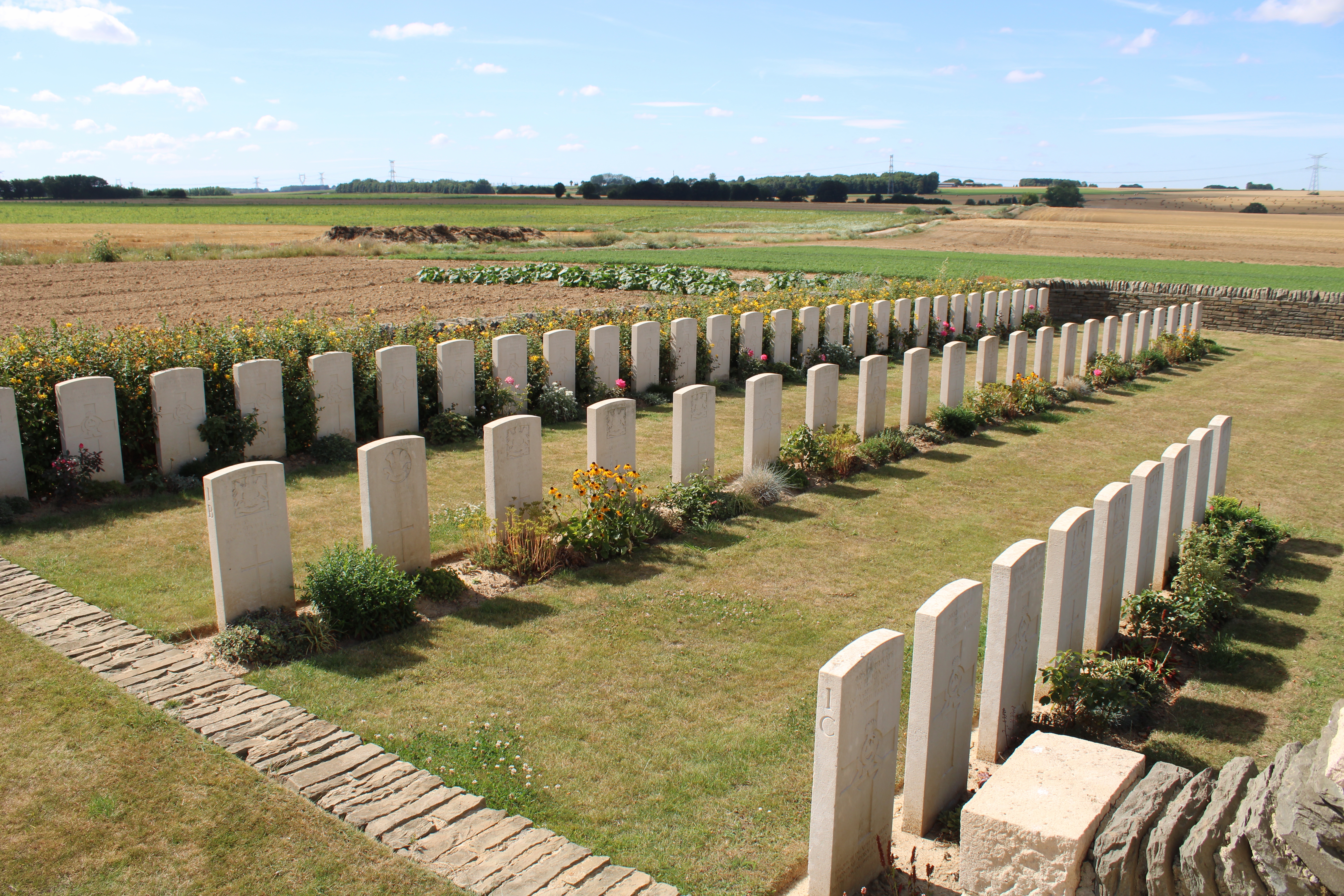
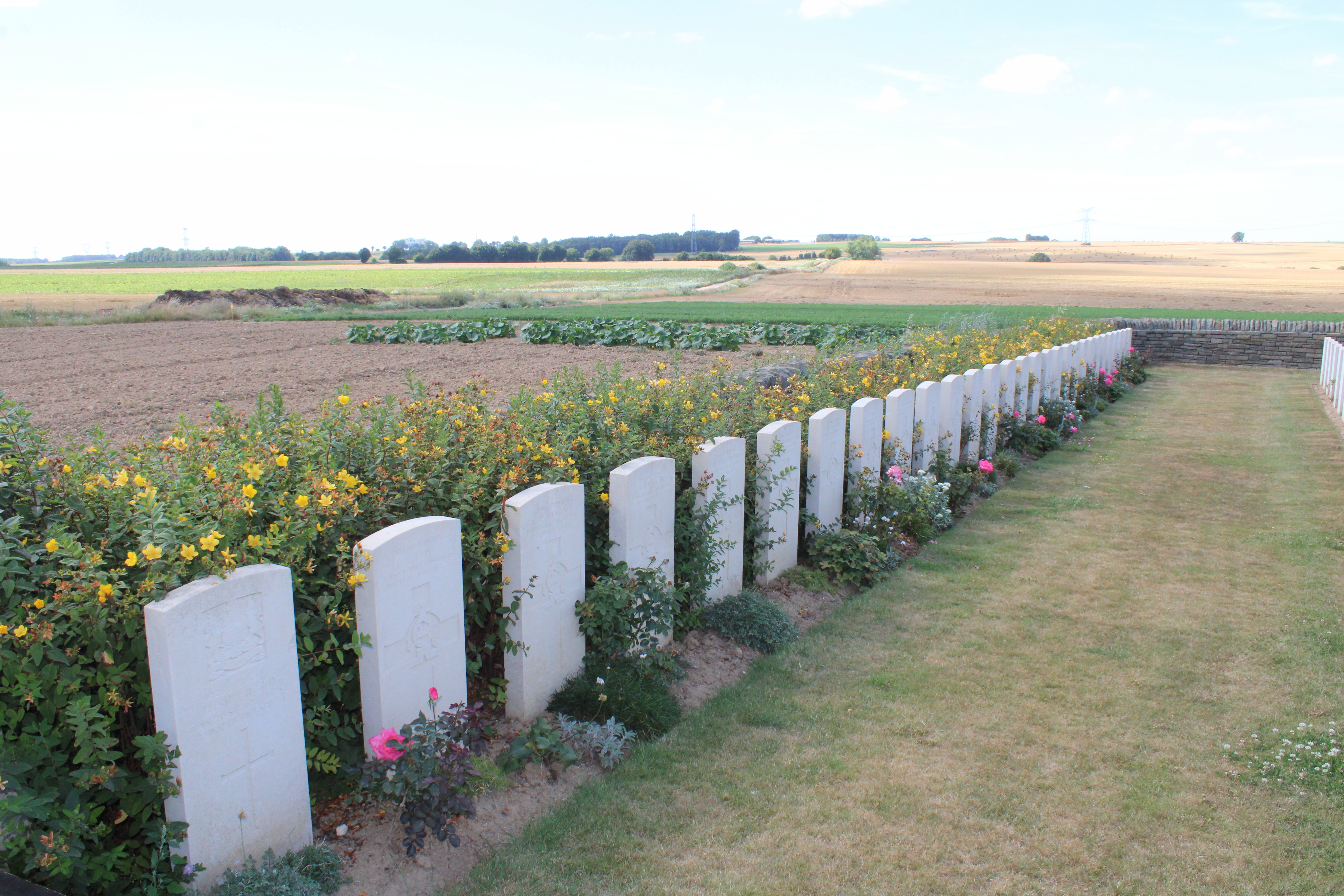
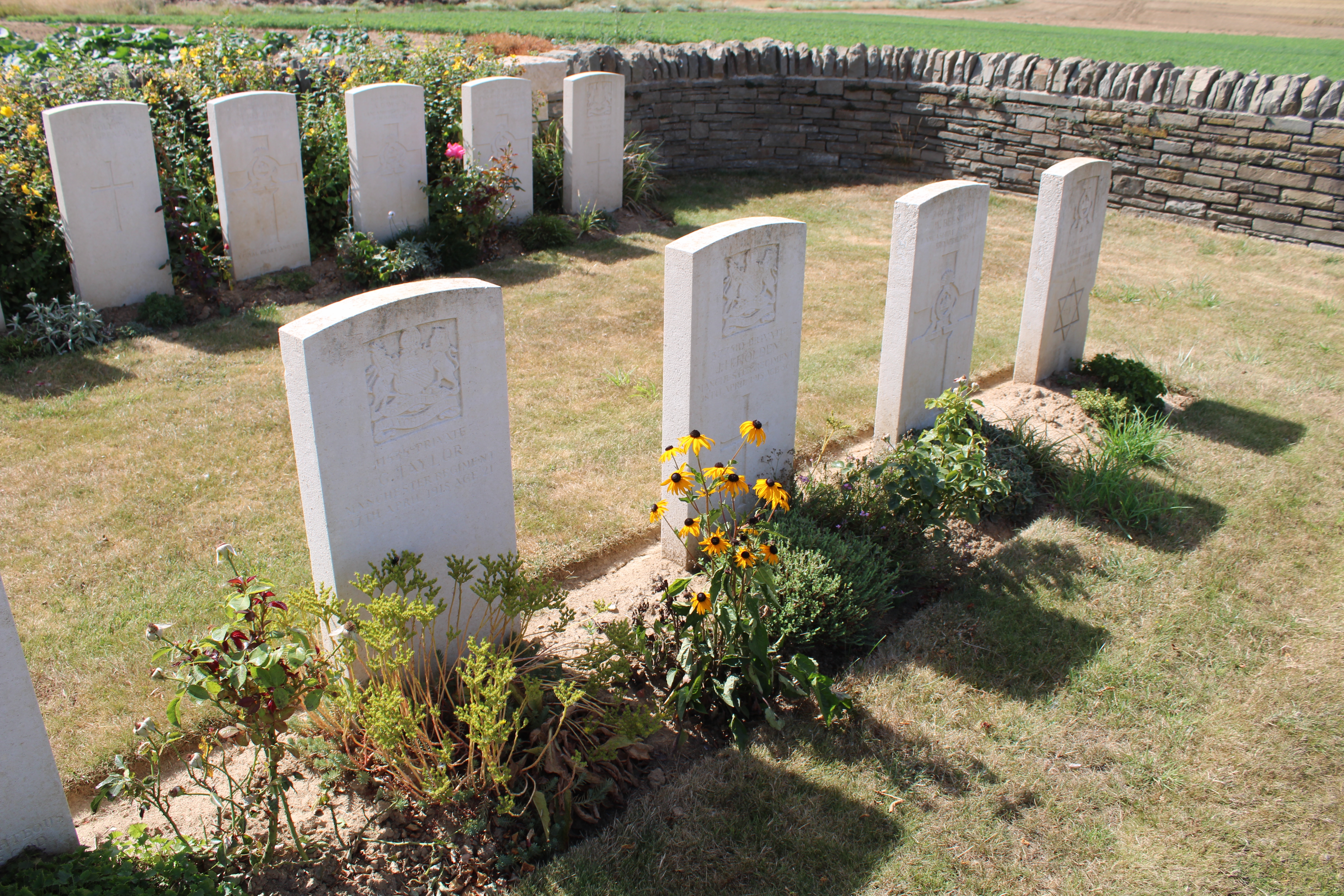
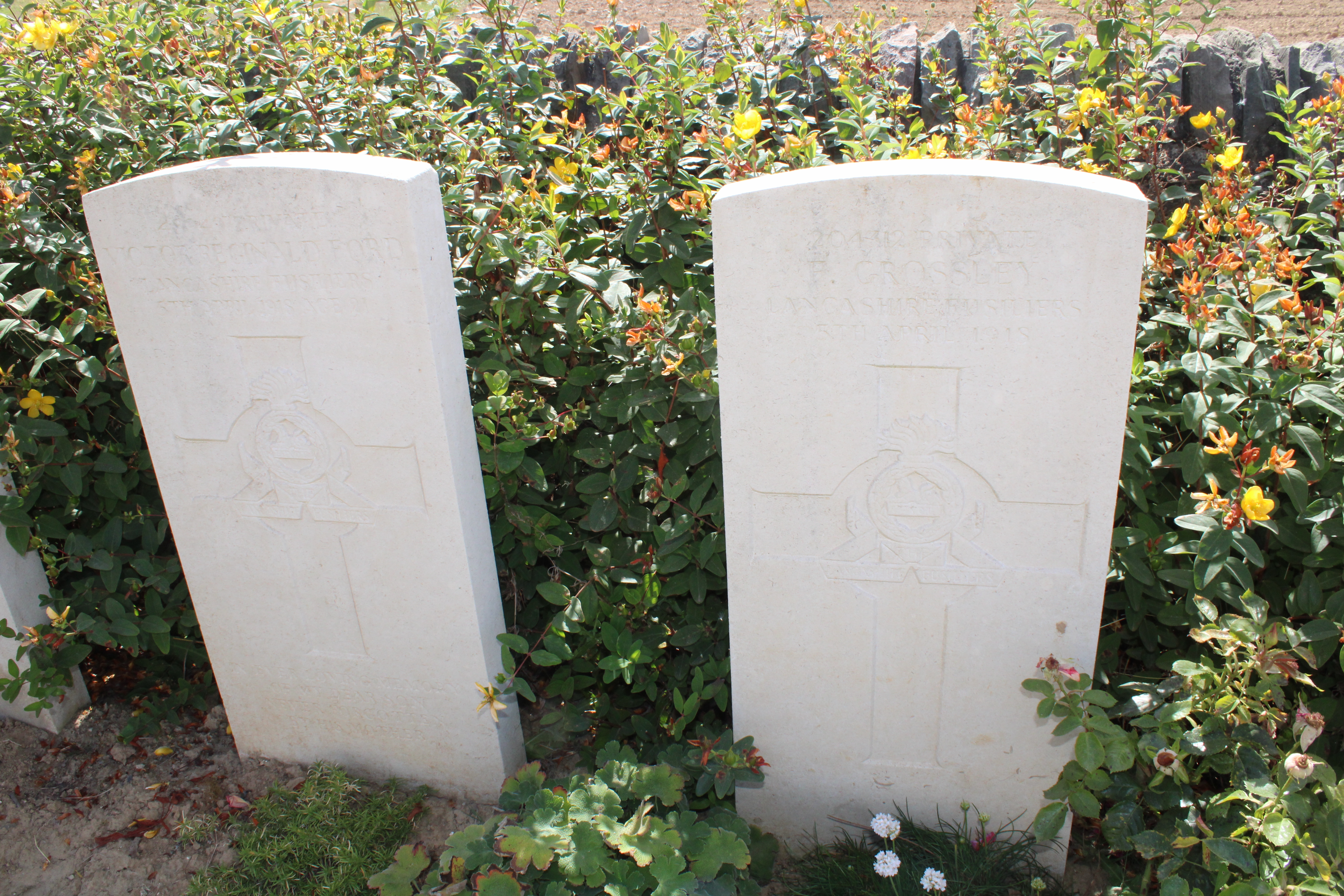

## Sépultures
| Pays        | Sépultures |
| ----------- | ---------- |
| Royaume-Uni | 60         |

## Pour approfondir